# Primitivo García Rodríguez
Primitivo García Rodríguez (1910-1980) fue un periodista español del siglo XX.

## Biografía
Nacido en la ciudad asturiana de Gijón en 1910, ejerció periodismo en su tierra natal y llegaría a desempeñar diversos puestos directivos en Asociaciones de la Prensa. Fue el primer director del diario La Mañana de Lérida, durante la Guerra civil. En 1941 fue nombrado director del diario Córdoba, en sustitución de José Escalera del Real. Se mantuvo en ejercicio del cargo hasta abril de 1944, cuando fue cesado a raíz de las diferencias que mantenía con el gobernador civil José Macián Pérez.
También llegó a dirigir el diario leonés Proa, perteneciente a la Cadena de Prensa del «Movimiento».